# Équipe cycliste Swapit Agolico
L'équipe cycliste Swapit Agolico est une équipe cycliste féminine mexicaine. Elle devient professionnelle en 2018 et le reste jusqu'en 2020.

## Classements UCI
Ce tableau présente les places de l'équipe au classement de l'Union cycliste internationale en fin de saison, ainsi que la meilleure cycliste au classement individuel de chaque saison.
| Année | Classement par équipes | Meilleure coureuse au classement individuel |
| 2018  | 31e                    | Marcela Prieto (132e)                       |
| 2019  | 20e                    | Andrea Ramirez Fregoso (73e)                |

L'équipe participe à l'UCI World Tour féminin. Le tableau ci-dessous présente les classements de l'équipe sur ce circuit, ainsi que sa meilleure coureuse au classement individuel.
| Année | Classement par équipes | Meilleure coureuse au classement individuel |
| 2018  | 28e                    | Marcela Prieto (110e)                       |
| 2019  | 39e                    | Anet Barrera Esparza (212e)                 |

## Encadrement
David Plaza Romero est le directeur sportif de l'équipe et son représentant auprès de l'UCI. 

## Swapit Agolico en 2020

### Arrivées et départs
| Arrivées         | Équipe 2019         |
| ---------------- | ------------------- |
| Denisse Ahumada  | Néo-professionnelle |
| Maria Gaxiola    | Néo-professionnelle |
| Jennifer Morales | Néo-professionnelle |

| Départs           | Équipe 2020 |
| ----------------- | ----------- |
| Paola Muñoz       |             |
| Milena Salcedo    |             |
| Cristina Sanabria |             |
| Brenda Santoyo    |             |
| Gabriela Soto     |             |

### Effectif
| Effectif 2020     | Effectif 2020     | Effectif 2020 | Effectif 2020                 |
| Cycliste          | Date de naissance | Pays          | Équipe précédente             |
| ----------------- | ----------------- | ------------- | ----------------------------- |
| Denisse Ahumada   | 8 avril 1993      | Chili         |                               |
| Anet Barrera      | 9 septembre 1998  | Mexique       |                               |
| Antonieta Gaxiola | 20 mai 1997       | Mexique       | Conade Visit Mexico (2018)    |
| Ariadna Gutiérrez | 22 août 1991      | Mexique       | Conade Visit Mexico (2018)    |
| Jennifer Morales  | 26 août 1997      | Costa Rica    |                               |
| Marcela Prieto    | 11 mars 1992      | Mexique       | Estado de México-Faren (2014) |
| Andrea Ramírez    | 25 septembre 1999 | Mexique       |                               |
| María José Vargas | 15 février 1996   | Costa Rica    |                               |
|                   |                   |               |                               |
| Source : UCI      |                   |               |                               |

### Victoires
| Victoires | Victoires                                  | Victoires | Victoires | Victoires         | Victoires |
| Date      | Course                                     | Pays      | Classe    | Vainqueur         |           |
| --------- | ------------------------------------------ | --------- | --------- | ----------------- | --------- |
| 4 sept.   | Championnat du Mexique du contre-la-montre | Mexique   | CN        | Andrea Ramírez    |           |
| 6 sept.   | Championnat du Mexique sur route           | Mexique   | CN        | Antonieta Gaxiola |           |

### Classement UCI
| Classement UCI | Classement UCI           | Classement UCI | Classement UCI |
| Coureuse       | Coureuse                 | Pays           | Points         |
| -------------- | ------------------------ | -------------- | -------------- |
| 79e            | Andrea Ramírez           | Mexique        | 152 pts        |
| 150e           | Antonieta Gaxiola        | Mexique        | 100 pts        |
| 326e           | Julieta Lledias Villegas | Mexique        | 35 pts         |
| 401e           | Ariadna Gutiérrez        | Mexique        | 25 pts         |
| 543e           | Anet Barrera             | Mexique        | 10 pts         |
| 593e           | Marcela Prieto           | Mexique        | 8 pts          |
| 757e           | Denisse Ahumada          | Chili          | 3 pts          |